# Stade de baseball Sajik
Le stade de baseball Sajik (en coréen : Sajik Yagujang, hangeul : 사직 야구장, hanja : 社稷野球場) est un stade de baseball situé à Pusan en Corée du Sud.
C'est le domicile des Giants de Lotte de l'Organisation coréenne de baseball. Le stade a une capacité de 30 543 places.

## Dimensions
- Champ gauche (Left Field) : 95 mètres
- Champ centre (Center Field) : 118 mètres
- Champ droit (Right Field) : 95 mètres